# Примирје
Примирје је назив који у најширем смислу означава привремени престанак оружаног сукоба услијед договора сукобљених страна о прекиду непријатељских дјеловања, а што може укључивати и неформалне прекиде ватре. У ужем смислу примирје означава формални споразум између представника зараћених страна којему је крајњи циљ омогућити преговоре који могу завршити било склапањем мировног уговора било капитулацијом једне стране.